# Katedra w Molde
Katedra w Molde (bokmål: Molde domkirke, nynorsk: Molde domkyrkje) – jest katedrą diecezji Møre Kościoła Norwegii. Zaprojektowana przez Finna Bryna jako czwarty kościół stojący w tym miejscu. Stała się katedrą w 1983, gdy została ustanowiona diecezja Møre.